# 蒂朗岛
蒂朗岛（阿拉伯语：جزيرة تيران）是蒂朗海峡中的一个岛屿，面积80平方千米，扼亚喀巴湾进入红海的通道。该岛现由沙特阿拉伯管辖，原本屬於埃及。岛上无常住居民。2016年，埃及計畫將阿卡巴灣的蒂朗岛和塞納菲爾島两座無人島歸還給沙烏地阿拉伯，2017年6月24日，埃及總統塞西批准了向沙特移交2座無人島的協議。